# Parc des Princes

Parc des Princes (pronunție în franceză [paʁk de pʁɛ̃s]) este un stadion de fotbal situat în sud-vestul Parisului, Franța. Arena cu o capacitate de 48,712 de locuri, este stadionul de casă al clubului de fotbal francez Paris Saint-Germain F.C. din 1973. Actualul ”Parc des Princes” a fost inaugurat pe 4 iunie 1972, dotat cu o arhitectură foarte avangardistă pentru acea perioadă. Confortul și vizibilitatea au fost cuvintele-cheie ale arhitecților de proiect Roger Taillibert și Siavash Teimouri. PSG a devenit clubul rezident al noului stadion în iunie 1973 și de atunci imaginea și istoria sa a fost asociată cu ”Le Parc”. 
Parc des Princes este al patrulea stadion ca mărime din Franța. Inițial - velodrom, el a fost linia de finiș la Turul Franței de la prima ediție în 1903 până generalul Charles de Gaulle a ordonat demolarea pistei la finele anilor 1960. El a decis în 1967 că Parc des Princes trebuie să fie dedicat fotbalului și meciurilor de rugby, și să aibă până la 60,000 de locuri.
Parc des Princes a fost stadionul național al selecționatei Franței la fotbal și a celei de rugby până a fi construit Stade de France pentru Campionatul mondial de fotbal 1998. Stadionul și terenurile sunt proprietate ale consiliului orășenesc Paris și ale Société d’Exploitation Sports-Evénements (SESE). 
Le Parc a fost stadion olimpic la Jocurile Olimpice de vară din 1900 și a găzduit două campionate mondiale la fotbal. De asemenea stadionul a fost gazdă pentru două finale ale campionatului european la fotbal, trei finale de Liga Campionilor, două finale de Cupa UEFA, o finală de Cupa Cupelor, două finale de Cupa Latină, 4 finale ale campionatului USFSA, o finală de Coupe Sheriff Dewar, 33 de finale ale Cupei Franței, trei finale ale Cupa Ligii Franței, 30 de ediții ale Turneului Parisului și 31 de finale ale Top 14. Stadionul a mai găzduit 128 de meciuri ale echipei naționale de fotbal a Franței, 59 de meciuri ale Turneului celor cinci națiuni, o ediție a Campionatului Mondial de Ciclism pe Pistă și 54 de finaluri ale Turului Franței.

## Istoric

### Publicul

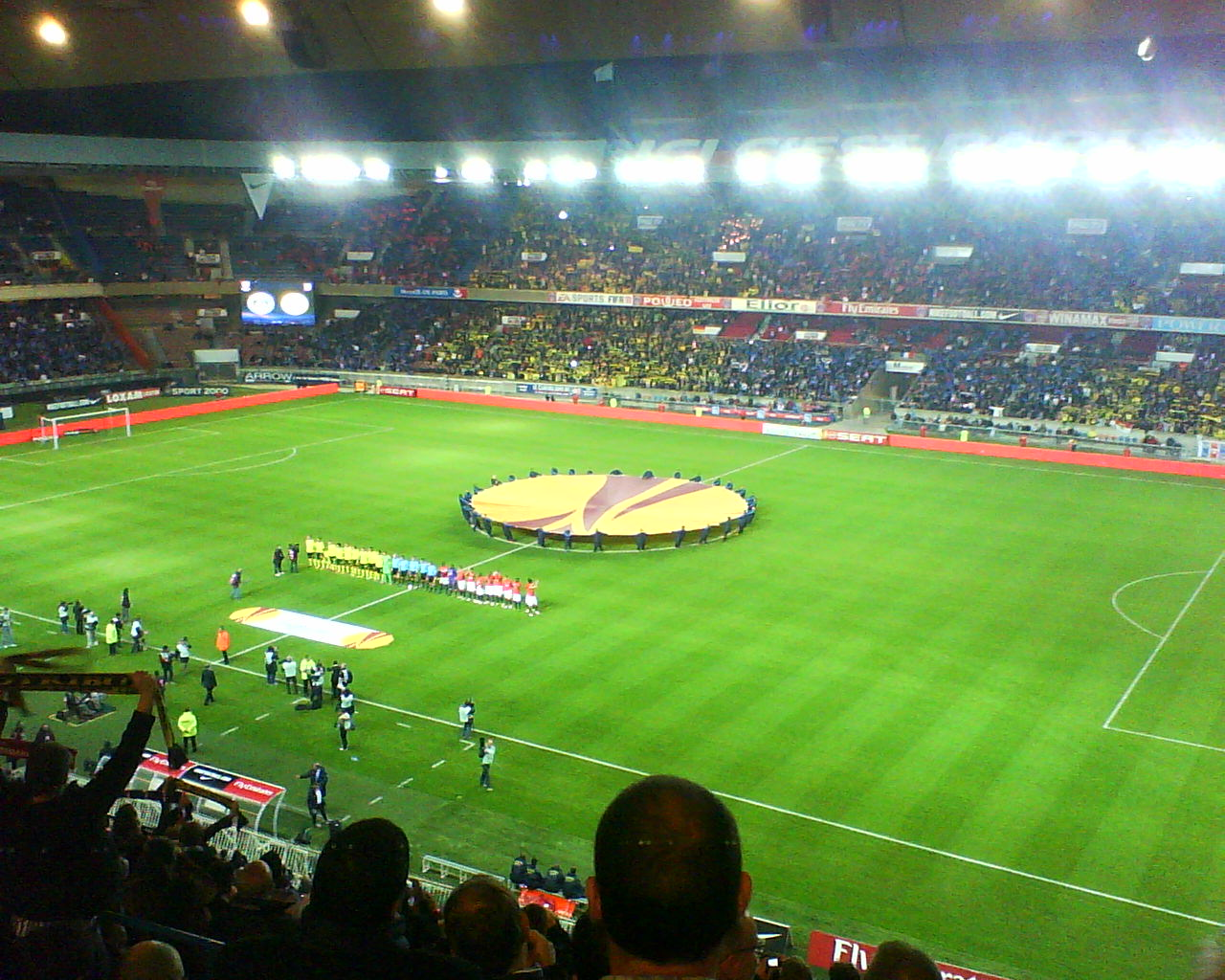
PSG împotriva Borussia Dortmund în 2010 pentru UEFA Europa League

Cea mai înaltă medie prezenței spectatorilor pe stadion a fost stabilită în sezonul 1999–2000, cu 43,185 spectatori pe meci. Recordul de audiență a fost 49,575 spectatori la sfertul definală al Cupei UEFA dintre PSG și SV Waterschei Thor pe 2 martie 1983.

## Campionatul Mondial de Fotbal 1998
Stadionul a fost una din gazde la Campionatul Mondial de Fotbal 1998, găzduind următoarele meciuri:
| Data       | Echipa #1     | Scor | Echipa #2                  | Runda          |
| ---------- | ------------- | ---- | -------------------------- | -------------- |
| 1998-06-15 | Germania      | 2-0  | Statele Unite ale Americii | Grupa F        |
| 1998-06-19 | Nigeria       | 1-0  | Bulgaria                   | Grupa D        |
| 1998-06-21 | Argentina     | 5-0  | Jamaica                    | Grupa H        |
| 1998-06-25 | Belgia        | 1-1  | Coreea de Sud              | Grupa E        |
| 1998-06-27 | Brazilia      | 4-1  | Chile                      | 1/16 de finală |
| 1998-07-11 | Țările de Jos | 1-2  | Croația                    | Finala mică    |